# توم فان أرسديل
توم فان أرسديل (بالإنجليزية: Tom Van Arsdale)‏ مواليد 22 فبراير 1943 في إنديانابوليس، هو لاعب كرة سلة أمريكي سابق. بدأ مسيرته الاحترافية في سنة 1965. تم اختياره من قبل فريق ديترويت بيستونز خلال الدرافت. يبلغ طوله 6 قدم 5 بوصة (2.0 م). اعتزل اللعب في 1977. شارك 3 مرات في مباراة كل النجوم. أحرز خلال مسيرته في الإن بي إيه 14232 نقطة بمعدل 15.3 نقطة في المباراة الواحدة.

## المسيرة الاحترافية
لعب مع ديترويت بيستونز من سنة 1965 إلى 1968، ثم لعب مع سكرامنتو كينغز من سنة 1967 إلى 1973، ثم لعب مع فيلادلفيا سفنتي سيكسرز من سنة 1972 إلى 1975، ثم لعب مع أتلانتا هوكس من سنة 1974 إلى 1976، ثم لعب مع فينيكس صنز في موسم 1976–1977.

## روابط خارجية
- توم فان أرسديل على موقع إن بي أي (الإنجليزية)
- توم فان أرسديل على موقع سبورتس رفرنس (الإنجليزية)
- توم فان أرسديل على موقع كلية كرة السلة في سبورتس رفرنس.كوم (الإنجليزية)
- توم فان أرسديل على موقع ريلجم (الإنجليزية)
- توم فان أرسديل على موقع بروبوليرز (الإنجليزية)